# اچ‌ام‌اس پورکیوپاین (۱۸۹۵)
اچ‌ام‌اس پورکیوپاین (۱۸۹۵) (به انگلیسی: HMS Porcupine (1895)) یک کشتی بود که طول آن ۲۰۰ فوت (۶۱ متر) بود. این کشتی در سال ۱۸۹۵ ساخته شد.